# Heiligenfelde (Syke)
Heiligenfelde è una frazione (Ortsteil) della città di Syke, nel land della Bassa Sassonia, in Germania.

## Storia
Già comune autonomo nel circondario della contea di Hoya, nel 1967 assorbì il territorio del dissolto comune di Clues; fu soppresso e incorporato a Syke il 1º marzo 1974.